# Revest-du-Bion
Revest-du-Bion är en kommun i departementet Alpes-de-Haute-Provence i regionen Provence-Alpes-Côte d'Azur i sydöstra Frankrike. Kommunen ligger  i kantonen Banon som ligger i arrondissementet Forcalquier. År 2022 hade Revest-du-Bion 487 invånare.

## Befolkningsutveckling
Antalet invånare i kommunen Revest-du-Bion
Referens: INSEE